# Frank Hansen (roer)
 Der er flere personer med dette navn, se Frank Hansen (flertydig).
Frank Hansen (født 4. august 1945 i Oslo) er en norsk tidligere roer og olympisk guldvinder.
Hansen vandt sammen med Svein Thøgersen sølv ved EM i 1971 i dobbeltsculler, og duoen var derfor med i favoritfeltet ved OL 1972 i München. De blev nummer tre i det indledende heat, men vandt derpå opsamlingsheatet og var derfor klar til semifinalen. Her blev de nummer tre, og var dermed med i A-finalen, hvor de klarede sig meget bedre, idet de gav den sovjetiske båd kamp til stregen og kun blev besejret med under et sekund, mens de omvendt var næsten tre sekunder foran østtyskerne på tredjepladsen.
Herefter fik han sin bror Frank Hansen med i dobbeltsculleren, og de to brødre fejrede store triumfer i anden halvdel af 1970'erne. Således vandt de VM-guld i henholdsvis 1975, 1978 og 1979. Ved OL 1976 i Montreal var brødrene Hansen derfor blandt favoritterne. Efter overlegne sejre i indledende runde og i semifinalen (i begge med ny olympisk rekord) blev de presset lidt mere i finalen, men vandt dog med over to sekunder ned til briterne på andenpladsen og yderligere mere end to sekunder ned til den sovjetiske båd på tredjepladsen. Det blev Norges eneste guldmedalje ved disse lege, og for præstationen modtog brødrene Hansen Fearnsleys olympiske ærespris.
Han indstillede sin karriere efter VM i 1979.

## OL-medaljer
- 1976:  Guld i dobbeltsculler
- 1972:  Sølv i dobbeltsculler